# 太白県
太白県（たいはく-けん）は中華人民共和国陝西省宝鶏市に位置する県。

## 行政区画
- 鎮:咀頭鎮、桃川鎮、鸚鴿鎮、靖口鎮、太白河鎮、黄柏塬鎮、王家塄鎮

## 交通

### 道路
- 高速道路
  -  太鳳高速道路（中国語版）
- 国道
  - G244国道（中国語版）
  - G342国道（中国語版）